# Frank Steglich
Frank Steglich (* 14. März 1941 in Dresden) ist Gründungsdirektor und emeritierter Direktor des Forschungsbereichs Festkörperphysik am Max-Planck-Institut für Chemische Physik fester Stoffe in Dresden.

## Leben
Nach dem Abitur am Städtischen Jungengymnasium in Bottrop studierte Steglich von 1960 bis 1966 Physik in Münster und Göttingen.
1969 wurde er in Göttingen mit einer Arbeit zur thermischen Leitfähigkeit in stark fehlgeordneten dünnen metallischen Filmen promoviert. 1976 habilitierte er sich an der Universität zu Köln im Fach Physik.
Von 1978 bis 1998 war er Professor für Experimentalphysik am Institut für Festkörperphysik der Technischen Hochschule/Technischen Universität Darmstadt.
1996 war er Gründungsdirektor des Max-Planck-Instituts für Chemische Physik fester Stoffe in Dresden und übernahm dort den Forschungsbereich Festkörperphysik.
Steglich gilt als der Entdecker der Schwere-Fermionen-Supraleitung (1979): Die Beobachtung von Supraleitung in CeCu2Si2 gilt über die Materialklasse der Schwere-Fermionen-Metalle hinaus als erstes Beispiel für unkonventionelle Supraleiter (zu denen auch die Hochtemperatursupraleiter gehören) überhaupt. 
Von 2001 bis 2007 war er Vizepräsident der Deutschen Forschungsgemeinschaft (DFG). Von 2002 bis 2007 gehörte er dem Board of Governors der German-Israel Foundation (GIF) an. Seit 2006 ist er Vorsitzender des Wissenschaftlichen Beirats des Zentrums für Elektronische Korrelationen und Magnetismus (EKM) an der Universität Augsburg und seit 2012 Mitglied der Wissenschaftlichen Kommission der Einstein Stiftung Berlin. Seit 2012 ist er Direktor des Center for Correlated Matter (CCM) an der Zhejiang-Universität in Hangzhou (China).

## Auszeichnungen
- 1986 Akademie-Stipendium der VW-Stiftung
- 1986 Gottfried Wilhelm Leibniz-Preis der DFG
- 1989 Hewlett-Packard Europhysics Prize
- 1989 Alexander-von-Humboldt-Preis für die Förderung der Wissenschaftlichen Zusammenarbeit zwischen Frankreich und der Bundesrepublik Deutschland
- 1990 International Prize for New Materials der American Physical Society
- 1996 Ehrenprofessur des W. Trzebiatowski Institute for Low Temperature and Structure Research, Polish Academy of Sciences, Breslau
- 1999 Korrespondierendes Mitglied der Akademie der Wissenschaften zu Göttingen
- 1999 Korrespondierendes Mitglied der Sächsischen Akademie der Wissenschaften zu Leipzig
- 2000 IUPAP Magnetism Award and Néel Medal für seine herausragenden Beiträge zur experimentellen Untersuchung von stark korrelierten Elektronensystemen und speziell der Physik von Schwere-Fermionen-Systemen. Seine sorgfältigen und detaillierten Experimente klärten die magnetischen und supraleitenden Eigenschaften Schwerer-Fermionen-Systeme auf und verbanden diese mit dem Verhalten von Nicht-Fermi-Flüssigkeiten nahe dem quantenmechanischen kritischen Punkt (Laudatio).[3]
- 2000 Ehrendoktorwürde der Universität Augsburg
- 2001 Leibniz-Medaille des IFW (Dresden)
- 2002 Mitglied der Deutschen Akademien der Technikwissenschaften (acatech)
- 2004 Stern-Gerlach-Medaille der Deutschen Physikalischen Gesellschaft
- 2005 Ehrendoktorwürde der Universität zu Köln
- 2005 Ehrendoktorwürde der Johann Wolfgang Goethe-Universität Frankfurt/Main
- 2005 Großes Verdienstkreuz des Verdienstordens der Bundesrepublik Deutschland
- 2006 Bernd T. Matthias Prize
- 2008 Ehrendoktorwürde der Jagiellonen-Universität, Krakau (Polen)
- 2010 Auswärtiges Mitglied der Polnischen Akademie der Wissenschaften
- 2012 Qiushi Distinguished Visiting Professor, Zhejiang University, Hangzhou (China)
- 2012 Distinguished Visiting Professor, Institute of Physics, Chinese Academy of Sciences, Beijing (China)
- 2015 Fellow, American Physical Society
- 2018 West Lake Friendship Award, Zhejiang Province, China
- 2020 Fritz London Memorial Prize